# 6. korpus (NOVJ)
6. korpus je bil partizanski korpus, ki je deloval kot del NOV in POJ v Jugoslaviji med drugo svetovno vojno.
Korpus je bil ustanovljen 7. oktobra 1943.

## Sestava
- 4. divizija
- 10. divizija
- Posavski odred
- Podravski odred
- Osješki odred
- Požeški odred
- Bilogorski odred
- Daruvarski odred
- Fruškogorski odred